# Коровина, Анна Константиновна
Анна Константиновна Коровина (16 июня 1918, Звенигород, Московская губерния — 2 июня 2000, Москва) — советский и российский историк-антиковед, археолог, искусствовед. Специалист по античному Причерноморью. Кандидат исторических наук (1964). Руководитель Гермонасской археологической экспедиции. Заведующая античным отделом Государственного музея изобразительных искусств имени А. С. Пушкина. Заслуженный работник культуры РСФСР (1980).

## Биография
Родилась Анна Константиновна в городе Звенигороде в семье учителя Константина Андреевича Коровина и домохозяйки Марии Владимировны Коровиной. В 1936 году окончила среднюю школу и поступила на исторический факультет Московского государственного педагогического института. Курс археологии там читал профессор С. В. Киселев. Распоряжением Народного комиссариата просвещения была послана на Дальний Восток для преподавания истории в школах Приморского края. Заканчивала институт заочно. С 1940 по 1943 год работала учителем истории в Комсомольске-на-Амуре. В июле 1944 года она стала научным сотрудником отдела экспедиций и раскопок Государственного музея изобразительных искусств имени А. С. Пушкина в Москве, с 1946 года в его античном отделе. В 1952 году она поступила в аспирантуру ГИМ. После окончания в 1956 году вернулась в ГМИИ. Кандидатскую диссертацию «Некрополь Синдики VI—V веков до н. э. как источник для изучения культуры и состава населения Азиатского Боспора» Анна Константиновна защитила в 1964 году, работала научным сотрудником. С 1972 по 1985 год — заведующей античным отделом, всего проработала в музее более сорока лет.
Многие годы входила в правление обществ «СССР-Кипр» и «СССР-Греция». Участвовала в организации выставок античного искусства в ГМИИ, среди них «Сокровища Кипра» (1970), «Фракийское искусство и культура болгарских земель» (1974), «Троя — Фракия» (1983), «Культура и искусство Причерноморья в античную эпоху» (1983).
Продолжала работать до 1990 года. Скончалась в Москве 2 июня 2000 года.

## Исследования
Начиная с 1937 года Анна Коровина брала участие в археологических экспедициях в Фанагории под руководством В. Д. Блаватского и в Хакасии под руководством С. В. Киселева, в раскопках курганов в окрестностях Москвы. Осенью 1944 года она работала в экспедиции М. М. Герасимова, исследовавшей наскальную живопись ущелья Зараут-Сай.
В аспирантуре в 1953 году она приняла участие в Таманской экспедиции, под руководством профессора Б. А. Рыбакова. С 1959 года самостоятельно руководила раскопками на Таманском полуострове, в том числе некрополя Тирамбы. После И. Б. Зеест с 1968 по 1988 год Анна Константиновна возглавляла Гермонасскую экспедицию, исследующую один из важнейших центров азиатского Боспора эпохи Античности и Средневековья — Гермонассу-Тмутаракань. Материалам этих раскопок посвящено более 30 её статей, а также итоговая монография (вышла посмертно) «Гермонасса. Античный город на Таманском полуострове» (2002), в которой впервые были обобщены результаты многолетних исследований.
А. К. Коровина много сделала для развития экспозиции археологического музея в станице Тамань и заповедника на территории раскопок.  Читала в лектории ГМИИ публичные лекции по античным культуре и искусству, по истории древнейших культур Причерноморья.

## Награды
А. К. Коровина была награждена правительственными наградами;
- Медаль «За доблестный труд» (1970) ,
- Медаль «Ветеран труда» (1982),
- значок Министерства культуры СССР «За отличную работу».

В 1980 году она получила звание «Заслуженный работник культуры РСФСР».